# Isacantha
Isacantha là một chi bọ cánh cứng trong họ Belidae.

## Các loài
- Isacantha bimaculatus
- Isacantha congesta
- Isacantha exiguus
- Isacantha grayi
- Isacantha incultus
- Isacantha papulosus
- Isacantha rhinotioides